# Роздольський Данило Іванович
Дани́ло Роздо́льський (10 грудня 1875, с. Мшанець, нині  Тернопільського району Тернопільської області — 22 липня (4 серпня) 1902) — священник Української греко-католицької церкви, український композитор. Брат українського богослова, класичного філолога і перекладача Осипа Роздольського.

## Життєпис
Був священником на парафії у селі Сихові (тепер в межах Львова). Автор церковної музики для чоловічого хору а капела «Сонце заходить» на вірші Тараса Шевченка.